# Farmàcia Bujons
La Farmàcia Bujons és una obra del municipi de Martorell (Baix Llobregat) protegida com a bé cultural d'interès local.

## Descripció
Es tracta d'un habitatge entre mitgeres estructurat en planta baixa i dos pisos superiors amb coberta de teula àrab. Té dues entrades a la planta baixa, un arc escarser amb porta de dues fulles de fusta; al costat oposat hi ha una entrada allindanada de menors dimensions usada per accedir als habitatges. Al seu costat hi ha una finestra allindanada força senzilla. A les plantes superiors trobem dos balcons amb barana de ferro a cada pis, flanquejant una finestra de petites dimensions. L'element més destacat, però, són els esgrafiats; motius verticals blanquinosos sobre fons més fosc. Se situen prop de les obertures i són medallons voltats d'ornaments de tipus vegetal.

## Història
Aquest edifici fou habitatge del primer farmacèutic de Martorell. L'esgrafiat de la façana és un tribut al seu ofici.